# ال کارمن د آتراتو
ال کارمن د آتراتو (انگلیسی: El Carmen de Atrato) نام شهری در کشور کلمبیا است.